# Ma'abarot
Ma'abarot (hebraisk: מעברות) var flygtningelejre i Israel i 1950'erne. Ma'abarot blev oprettet for at skaffe husly til den store tilstrømning af nye Olim (Jødiske immigranter), som ankom til den nye selvstændige stat Israel.
Det hebraiske ord Ma'abara er afledt af ordet ma'avar (hebraisk: מעבר). Ma'abarot (flertal) blev oprettet som midlertidige samfund for de nytilkomne. Immigranter som blev huset i disse samfund var flygtninge fra Europa og Mellemøsten.
Med tiden blev Ma'abaroterne forvandlet til byer, og blev absorberet som nabolag i de byer de var knyttet til, og indbyggere blev forsynet med permanente huse. Den pludselige ankomst af over 130.000 irakiske jøder i Israel tidligt i 1950'erne betød, at næsten én tredjedel af Ma'abarah-indbyggerne var af irakisk oprindelse. Ved slutningen af 1949 havde det været 90.000 jøder huset i Ma'abarot; ved slutningen af 1951 var denne befolkning øget til over 220.000 folk, i omtrent 125 separate samfund. Ma'abarot-indbyggere blev huset i telte eller i midlertidige boliger. Over 80 % af indbyggerne stammede fra Mellemøsten (på grund af jødernes udvandring fra de arabiske lande).
Forholdene i Ma'abaroterne var ubehagelige, med mange mennesker, som delte sanitærfaciliteterne. I et samfund blev det rapporteret, at der var 350 mennesker for hvert bad og 56 til for hvert toilet.
Antallet af mennesker, som blev huset i Ma'abaroter, begyndte at falde i 1952, og den sidste Ma'abarot blev lukket omkring 1963. Ma'abaroter, som udviklede sig til egentlige byer, er blandt andre Qiryat Shemona, Sderot, Beit She'an, Yokneam, Or Yehuda og Migdal HaEmek.